# 郭默
郭默（？—330年），字玄雄，河內懷人。西晉末年及東晉將領。

## 生平
郭默出身卑賤，世代以屠宰和賣酒等為業，但郭默強壯勇猛，穿上整套盔甲也能跳過三丈闊的護城河，因而在河內太守裴整手下當督將。永嘉之亂後，郭默帶著部眾結塢自守，當上塢主，並掠奪路過東歸的人，獲得了大筆財富。另一方面因中原大亂，愈來愈多避亂的流人歸附郭默的塢堡，而郭默撫卹將士亦有道，遂很得人心。後郭默派使者去見并州刺史劉琨，並獲其任命為河內太守。建興二年（314年），漢趙將領劉曜前來進攻郭默，並命軍隊圍困他，郭默糧食吃盡，遂送妻兒給劉曜為質請求糧食，但郭默收到糧食後又嬰城固守，憤怒的劉曜於是將郭默妻兒送到黃河中溺死，並命令軍隊進攻。郭默派了弟弟郭芝向劉琨求救，但劉琨因為郭默狡猾，借故留下郭芝而沒有立即派兵救援。隨後郭默再派使者向劉琨告急，使者正遇上出城洗馬的郭芝，就強行拉他回來了。郭默轉而向石勒求救，以郭芝為人質，不過石勒也知道郭默狡猾多詐，於是將郭默書信轉寄給劉曜。郭默命人截獲書信後便想改投李矩，李矩也派了外甥郭誦迎接，因兵少而不敢前進，但正遇上由劉琨參軍張肇所領，因路阻而無法往長安的五百鮮卑兵，郭誦借助鮮卑兵嚇退漢趙兵，成功讓郭默突圍而出，投奔李矩。隨後郭默就與李矩一起對抗北方外族政權。
東晉建立後，郭默轉任潁川太守。郭默後被後趙石聰攻擊，其時郭默就意圖向前趙皇帝劉曜投降，但為李矩反對，不過李矩實力轉弱，為另一位後趙軍官石良所敗。後趙屢侵河南更令郭默和李矩缺糧饑饉。郭默遂重提歸降之事，終得李矩同意，劉曜亦派了劉岳協助郭默對抗石良，但後趙又派軍圍攻劉岳，逼其閉城自守，郭默於是為石良所敗。與後趙的戰事不利令郭默十分憂心，於是想逃走，並命參軍殷嶠在他走後三天才告知李矩。李矩知郭默逃走十分憤怒，派了郭誦追他，郭默在襄城被追上，於是拋下妻兒獨個逃走，最終成功走到東晉都城建康，獲授征虜將軍。咸和元年（326年），徐州刺史劉遐去世，郭默任北中郎將、監淮北軍事、假節，接替劉遐。劉遐舊將李龍等人反抗作亂，朝廷遂命郭默與右衞將軍趙胤進攻，成功平定。咸和二年（327年），朝廷徵召歷陽內史蘇峻入朝，為防備其違命作亂而先任命郭默為後將軍，領屯騎校尉。蘇峻果然作亂，郭默一開始有點戰功，但因為朝廷軍隊戰敗，建康失守，郭默也轉附持續抵抗蘇峻的郗鑒。當時蘇峻兵強，於是建了大業、曲阿和庱亭三壘分散蘇峻軍力，守衞京口，並命郭默等人據守。及後蘇峻將韓晃等進攻郭默守的大業壘，其時壘中缺水，郭默驚懼之下遂在分配人馬出壘外的機會循南門出走，只留下兵眾繼續守壘。面對如此困境，作為討伐軍統帥的陶侃率軍直攻蘇峻所守的石頭城，戰事中殺死了酒醉出戰的蘇峻，對大業壘的攻勢亦隨之而平。不久蘇峻之亂亦獲平定。
咸和四年（329年），郭默獲朝廷徵召為右軍將軍，但郭默喜歡當邊將，並不想入朝，於是向江州刺史劉胤尋求協助，說：「我可以抵禦胡人但沒被重用。右軍將軍主掌禁衞軍，若果前線有事，要受命出征時才得配備士兵，將領與士卒並不相識，之間沒有甚麼恩信，這樣打仗很難不輸。現在應該為官職選有才能的人，若果由人選想當的官職，怎麼不亂呀！」但劉胤也表示其無能為力。郭默最終還是決定應命，於是請劉胤送點物資給他去建康，不過劉胤只給一頭豬和一酲酒給他。郭默當日以受命後將軍受征召時時經過尋陽，劉胤參佐張滿等人對其不禮，郭默本已十分憤恨，現在只得到這麼少物資就更加憤怒，將它們都丟到水中。其時有一個叫蓋肫的人又與劉胤、張滿等人有仇，遂以劉胤知免官詔書已下仍不離職之事造文章，指其意圖謀反，勸郭默先一步消滅他。郭默在憤怒之下聽信，於是率眾進攻劉胤，向劉胤部屬們假稱受了詔命，將劉胤等人殺害，並且公布偽造的詔書，又收掠劉胤家中的財寶及女眷到自己的船上。
郭默還將劉胤的首級傳到建康，咸和五年（330年）朝中輔政的司徒王導怕郭默難以控制，於是大赦天下，懸掛劉胤首級並以郭默為西中郎將、江州刺史。然而太尉陶侃知道郭默擅殺劉胤後卻立即出兵討伐，王導於是收回首級，下詔讓豫州刺史庾亮協助陶侃。郭默本欲南取豫章據守，但未行事陶侃就已兵臨尋陽，並建土山居高臨城，待大軍集結後更以數重兵牆圍城。陶侃還是很珍惜驍勇的郭默，想保住他的性命，遂命郭誦勸降，郭默亦同意投降。不過，郭默部將張丑及宋侯怕被陶侃殺死，在進退之間徘徊，遂令郭默沒有在約定時間出降，城外軍隊於是發動猛烈攻擊，宋侯驚懼之下就綁起郭默出降，郭默及其麾下四十多人都被誅殺。

## 家庭

### 妻
- 陸氏，河內人陸允女。

## 延伸阅读
[在维基数据编辑]
 《晉書/卷063》，出自房玄齡《晉書》